# Jean Jacques Châtelain
Jean Jacques Châtelain de Musse, Marqués de Marignan ( 1736 - 1822) fue un botánico suizo, especializado en orquídeas.
Con el propio Carlos Linneo polemiza al encontrar en su Ophrys corallorhiza L. que publicase en 1 de mayo de 1753, que es Corallorhiza trifida Châtel.  y que Châtelain publica el 13 de mayo de 1760 y, además, fijándola como especie tipo del género.

## Algunas publicaciones
- jean jacques Chatelain. 1760. Specimen inaugurale de corallorhiza [...] Editor Typ. J.H. Deckeri, 15 pp. en línea

- La abreviatura «Châtel.» se emplea para indicar a Jean Jacques Châtelain como autoridad en la descripción y clasificación científica de los vegetales.[3]

Publicaba habitualmente sus hallazgos de nuevas especies en: Spec. Inaug. Corallorhiza